# Triệu Lập Kiên
Triệu Lập Kiên (giản thể: 赵立坚; phồn thể: 趙立堅; bính âm: Zhàolìjiān, sinh ngày 10 tháng 11 năm 1972) là một chính trị gia Trung Quốc và là phó giám đốc hiện tại của Bộ Thông tin Bộ Ngoại giao Trung Quốc. Ông là người phát ngôn thứ 31 kể từ khi vị trí này được thành lập vào năm 1983. Ông gia nhập Bộ Ngoại giao năm 1996 và phục vụ chủ yếu ở Châu Á. Triệu nổi tiếng trong thời gian phục vụ tại Pakistan vì sử dụng Twitter thẳng thắn, một trang web mạng xã hội bị chặn ở Trung Quốc. Ông đã được xác định là một nhà lãnh đạo nổi bật của thế hệ mới của các nhà ngoại giao chiến lang của Trung Quốc.

## Tiểu sử
Triệu sinh ra ở Hà Bắc vào ngày 10/11/1972. Ông gia nhập Bộ Ngoại giao và công tác ở vụ châu Á vào năm 1996. Ông đã lấy bằng thạc sĩ về chính sách công của Viện phát triển Hàn Quốc năm 2005. Năm 2009, ông trở thành thư ký của Đại sứ quán Trung Quốc tại Washington, DC vào năm 2013, ông quay lại công tác tại Vụ châu Á, Bộ Ngoại giao. Từ năm 2015 đến tháng 8 năm 2019, ông là cố vấn và cố vấn trưởng của Đại sứ quán Trung Quốc tại Islamabad. Trong nhiệm kỳ của mình ở đó, ông đã sử dụng cái tên “Muhammad Lijian Zhao” trên tài khoản Twitter chính thức của mình, nhưng đã bỏ rơi “Muhammad Muham” vào năm 2017 ngay sau khi Trung Quốc cấm một số tên Hồi giáo ở Tân Cương.
Triệu trở nên nổi tiếng vì thường xuyên sử dụng Twitter để chỉ trích Hoa Kỳ, bao gồm cả các chủ đề như quan hệ chủng tộc và chính sách đối ngoại của Hoa Kỳ ở Trung Đông. Vào tháng 7 năm 2019, ông đã tham gia vào một cuộc tranh cãi với Susan Rice, cựu cố vấn an ninh quốc gia của Tổng thống Barack Obama, liên quan đến việc thực tập hàng loạt người Duy Ngô Nhĩ của Trung Quốc tại Tân Cương. Susan Rice gọi ông là "sự ô nhục phân biệt chủng tộc", và tranh chấp đã nâng cao hồ sơ của Triệu tại Bắc Kinh.
Ông là Phó Vụ trưởng Vụ Thông tin Bộ Ngoại giao Cộng hòa Nhân dân Trung Hoa từ tháng 8 năm 2019 đến tháng 1 năm 2023. Tháng 1 năm 2023, ông được bổ nhiệm làm Phó Vụ trưởng Vụ Biên giới và Đại dương, Bộ Ngoại giao nước Cộng hòa Nhân dân Trung Hoa.

### COVID-19
Tại một cuộc họp báo tháng 3 năm 2020, Triệu nói "chưa có kết luận nào về nguồn gốc của virus, vì công việc truy tìm có liên quan vẫn đang được tiến hành."  Trên Twitter, Triệu đã lên án Bộ trưởng Ngoại giao Hoa Kỳ Mike Pompeo vì đã sử dụng thuật ngữ "virus Vũ Hán" và đăng tải lại những người Mỹ đang cáo buộc đảng Cộng hòa phân biệt chủng tộc và bài ngoại.

Cuối tháng 3, Triệu đã thúc đẩy một thuyết âm mưu rằng quân đội Hoa Kỳ có thể đã mang cuốn tiểu thuyết virus Corona đến Trung Quốc. Vào ngày 12 tháng 3, Triệu đã tweet, đầu tiên bằng tiếng Anh và riêng bằng tiếng Trung: 
 Khi nào bệnh nhân không bắt đầu ở Mỹ? Có bao nhiêu người bị nhiễm bệnh? Tên của các bệnh viện là gì? Đó có thể là quân đội Hoa Kỳ đã mang dịch bệnh đến Vũ Hán. Hãy minh bạch! Công khai dữ liệu của bạn! Mỹ nợ chúng tôi một lời giải thích!  
 Triệu kèm theo bài đăng của mình với video của Robert Redfield, giám đốc Trung tâm kiểm soát và phòng ngừa dịch bệnh Hoa Kỳ, giải quyết một ủy ban của Quốc hội Hoa Kỳ vào ngày 11 tháng 3. Redfield đã nói rằng một số người Mỹ dường như đã chết vì cúm sau đó đã thử nghiệm dương tính với virus Corona mới. Redfield không nói khi nào những người đó đã chết hoặc trong khoảng thời gian nào.
Vào ngày 13 tháng 3, Triệu kêu gọi những người theo dõi của mình chia sẻ một cáo buộc từ một trang web âm mưu rằng căn bệnh này bắt nguồn từ Mỹ. Cáo buộc rõ ràng có liên quan đến sự tham gia của Hoa Kỳ tại Thế vận hội quân sự thế giới 2019 được tổ chức tại Vũ Hán vào tháng 10,  trước khi có bất kỳ sự bùng phát nào được báo cáo. Tweet của Triệu liên kết với một bài báo từ Trung tâm Nghiên cứu Toàn cầu hóa.  BuzzFeed News đã báo cáo rằng trong bài báo, "Larry Romanoff, một nhà văn thường xuyên của trang web đã đăng tải thông tin sai lệch về virus Corona, trích dẫn một nghiên cứu của Trung Quốc, được Global Times đưa tin, cho rằng virus bắt đầu vào cuối tháng 11 ở một nơi khác Vũ Hán."
Bộ Ngoại giao Hoa Kỳ đã triệu tập đại sứ Trung Quốc Cui Tiankai vào ngày 13 tháng 3 để phản đối ý kiến của Triệu. Trong một cuộc phỏng vấn trên Axios trên HBO, Cui đã tránh xa những bình luận của Triệu và nói rằng suy đoán về nguồn gốc của virus là "có hại".
Vào tháng 4 năm 2020, Triệu đã bảo vệ các tweet của mình, nói rằng các bài đăng của ông là "một phản ứng đối với một số chính trị gia Hoa Kỳ kỳ thị Trung Quốc cách đây một thời gian." 